# Tobagoa
Tobagoa  es un género de plantas con flores perteneciente a la familia de las rubiáceas. Incluye una sola especie: Tobagoa maleolens Urb. (1916)..
Es nativo de Panamá a Tobago.